# Echinocorys
Echinocorys is een geslacht van uitgestorven zee-egels uit de familie Echinocorythidae, die leefden van het Laat-Krijt tot het Paleoceen.

## Beschrijving
Deze zee-egels hadden een met kleine knobbels overdekte, iets langwerpige schaal, die op zijaanzicht kegelvormig was, met een afgeplatte top. Levende dieren hadden een korte, gestekelde vacht. De vlakke basis en de ovale mond lagen in de nabijheid van de voorrand. Het grote apicaalveld was, net als de bloembladvormige ambulacra (deel van het skelet, waarin de voetjes van het watervaatstelsel zijn gelegen), langwerpig. De normale diameter bedroeg ongeveer 7 cm.

## Leefwijze
Soorten uit dit geslacht bewoonden ondiepe wateren. Ze leefden gedeeltelijk ingegraven in het zand. Voedsel werd verkregen uit het sediment.

## Soorten
- Echinocorys belgicus Lambert, 1898 †
- Echinocorys darderi Lambert, 1935 †
- Echinocorys edhemi Bohm, 1927 †
- Echinocorys gravesii (Desor, 1847) †
- Echinocorys katsharavai Tzaghareli, 1949 †
- Echinocorys lamberti Smiser, 1935 †
- Echinocorys legindensis Wind, 1959 †
- Echinocorys mamontoffi Charles, 1937 †
- Echinocorys obliquus Ravn, 1927 †
- Echinocorys ogormani Lambert, 1937 †
- Echinocorys ovatus (Leske, 1778) †
- Echinocorys pentagonalis Kongiel, 1949 †
- Echinocorys pustulosus Leske, 1778 †
- Echinocorys renngarteni Moskvin & Poslavskaya, 1959 †
- Echinocorys semiglobosus Kongiel, 1949 †
- Echinocorys sulcatus Goldfuss, 1826-33 †
- Echinocorys sumbaricus Djabarov, 1968 †
- Echinocorys tenuituberculatus Leymerie, 1851 †
- Echinocorys yoloensis Anderson, 1958 †